# Ван Эссен, Шэрон
Шэрон ван Эссен (нидерл. Sharon van Essen, род. 3 марта 1981, Утрехт) — нидерландская профессиональная велогонщица.

## Карьера
В 2000 году Шэрон ван Эссен подписала контракт с профессиональной командой Farm Frites - Hartol.
За свою карьеру ван Эссен дважды занимала второе место в чемпионате Нидерландов по шоссейному велоспорту. Она выиграла несколько международных гонок, включая две победы на этапах Стер Зеувс Эйанден.
В 2011 году она стала руководителем женской команды Skil Koga.

## Достижения
2000
2-й этап Стер Зеувс Эйанден
2001
Тур Бохума
2-й этап Стер Зеувс Эйанден
2002
3-я на Дортмунд Классик
2003
2-й этап Тура Лимузена
7-я на Чемпионате Европы
2004
3-я на Новилон Ронде ван Дренте
2005
2-я на Чемпионате Нидерландов — групповая гонка
3-я на Туре Лимузена
2006
2-я на Чемпионате Нидерландов — групповая гонка
2008
Долманс Хёвелланд Классик

### Статистика выступления наГранд-турах
| Гонка / Год          | 2000 | 2001 | 2002 | 2003 | 2004 | 2005 | 2006 | 2007 | 2008 |
| -------------------- | ---- | ---- | ---- | ---- | ---- | ---- | ---- | ---- | ---- |
| Гранд Букль феминин  | —    | DNF  | —    | —    | —    | —    | —    | —    | —    |
| Тур де л'Од феминин  | DNF  | —    | 42   | 33   | 37   | DNF  | 48   | 48   | 40   |
| Джиро д’Италия Донне | —    | —    | 39   | 60   | —    | 34   | —    | 69   | —    |